# Scaling multidimensionale
Lo scaling multidimensionale (MDS, dall'inglese MultiDimensional Scaling) è una tecnica di analisi statistica usata spesso per mostrare graficamente le differenze o somiglianze tra elementi di un insieme. È una generalizzazione del concetto di ordinamento: partendo da una matrice quadrata, contenente la "somiglianza" di ogni elemento di riga con ogni elemento di colonna, l'algoritmo di scaling multidimensionale assegna a ogni elemento una posizione in uno spazio N-dimensionale, con N stabilito a priori. Se N è sufficientemente piccolo, questo spazio può essere rappresentato con un grafico o una visualizzazione 3D.
In pratica questa tecnica parte con un sistema con tante dimensioni quanti gli elementi del sistema, e riduce le dimensioni fino a un certo numero N. Nel fare questo quindi c'è un'inevitabile perdita di informazione (loss) ed esistono quindi diversi algoritmi per fare scaling multidimensionale, che si adattano meglio alle diverse situazioni di utilizzo: in particolare si distinguono algoritmi metrici e non-metrici.

## Storia dell'MDS
Venne proposta inizialmente all'Università di Princeton da Warren S.Torgerson all'inizio degli anni 50, nell'ambito di una ricerca in psicologia. Un importante ricercatore in questo campo è stato Joseph Bernard Kruskal.